# Martin Kippenberger
Martin Kippenberger (25 de fevereiro de 1953 - 7 de março de 1997) foi um pintor, escultor e artista alemão, conhecido pela sua produção extremamente prolífica numa ampla variedade de estilos e meios, superficção, bem como pela sua personalidade pública provocadora e jocosa.
Kippenberger foi "amplamente considerado um dos artistas alemães mais talentosos da sua geração", de acordo com Roberta Smith do New York Times. Foi membro de uma geração artística que incluí nomes como Albert Oehlen, Markus Oehlen, Georg Herold e Günther Förg.

## Biografia
Kippenberger nasceu em Dortmund em 1953, o único filho varão de cinco filhos, com duas irmãs mais velhas e duas mais novas. O seu pai era diretor da mina de carvão Katharina-Elisabeth e a sua mãe, dermatologista. Quando a mãe de Kippenberger foi morta por um palete que caiu de um camião, herdou dinheiro suficiente para viver. Estudou na Hochschule für bildende Künste Hamburg, onde Sigmar Polke, mesmo não sendo seu professor, o influenciou. Depois de uma estada em Florença, onde fez a sua primeira exposição individual em 1977, instalou-se em Berlim em 1978. Nesse ano fundou o Kippenberger's Office com Gisela Capitain, montando exposições da sua própria arte e de amigos. Durante esse período, Kippenberger tonrou-se diretor de negócios do SO36, um espaço de performance, cinema e música, e fundou uma banda punk chamada Grugas, que gravou um single chamado Luxus. Saindo de Berlim, originalmente para uma longa visita a Paris, Kippenberger passou o início da década de 1980 como membro activo da cena artística de Colónia.
Em Colónia, como noutros lugares, Kippenberger, ligado à Galeria Helzer, não se limitou à produção de obras de arte; trabalhou também na maneira como a arte era apresentada, no enquadramento e nos espetáculos secundários. “Martin estava tremendamente comprometido com os artistas da galeria”, disse Max Hetzler. Segundo a artista Jutta Koether, Kippenberger “foi quem deu vida ao movimento para que se tornasse conhecido fora de Colónia”.
Em 1984, tornou-se membro fundador do Lord Jim Lodge. Depois de se mudar para Los Angeles, no final de 1989, comprou 35% das ações do restaurante italiano Capri em Venice, Los Angeles. Kippenberger permaneceu em Sankt Georgen im Schwarzwald como convidado da família dos coleccionadores de arte Grässlin de 1980 a 1981, e mais tarde de 1991 a 1994, para trabalhar, mas também para se recuperar dos seus excessos. Nos seus últimos anos de vida, leccionou na Städelschule e na Kassel Art Academy.
Kippenberger morreu aos 44 anos, de cancro no fígado, no Hospital Geral de Viena, Áustria.

## Obra
A recusa de Kippenberger em adoptar um estilo e meio específicos para o seu trabalho, resultou numa obra extremamente prolífica e variada que inclui um amálgama de pinturas, esculturas, trabalhos em papel, fotografias, instalações, gravuras e arte efémera. Ao longo da década de 1980, a obra de Kippenberger passou por períodos de forte reflexão política.
Kippenberger sentiu que estava a trabalhar face a uma “percebida morte da pintura” e a sua arte reflecte a sua luta contra o conceito de que, na viragem do milénio, era impossível produzir algo original ou autêntico. A sua série Blass vor Neid steht er vor deiner Tür (Pálido de inveja, ele fica do lado de fora da sua porta) (1981), por exemplo, compreende vinte e uma telas individuais apresentadas juntas como uma obra, mas cada tela tem um título separado e há não há um estilo consistente.  Para as pinturas fotorrealistas da série Lieber Maler, Male Mir ou Dear Painter, Paint Me, Kippenberger contratou um pintor comercial chamado Werner para fazê-las e assinou-as com Werner Kippenberger. A série Sem título (A instalação das Pinturas Brancas) faz referência aos debates em torno da arte conceptual baseada na linguagem como uma crítica ao espaço 'vazio' da galeria do cubo branco. Numa primeira série de obras alusivas a Picasso, em 1988, Kippenberger levou este projecto mais longe, olhando para o ícone moderno definitivo como um contraste contemporâneo. Reencenando uma conhecida fotografia de David Douglas Duncan de Picasso parcialmente despido nos degraus do Château Vauvenargues em 1962, Kippenberger parodiou o seu famoso antecedente, subvertendo de maneira divertida o machismo associado ao gênero do autorretrato. Na sua série de autorretratos de 1988 realizados em Carmona, Espanha, Kippenberger retratou-se com cuecas brancas puxadas sobre a sua barriga exagerada, enquanto se virava para se examinar no espelho.

## Mercado de arte
A reputação de Kippenberger aumentou consideravelmente, depois da sua morte, nomeadamente no mercadeo arte. A sua obra trabalho só foi considerada passível de ser vendida em leilão no final da sua vida e, mesmo assim, raramente alcançou mais de 10.000 dólares. O seu valor aumentou exponencialmente a seguir, ao ponto de, na Primavera de 2005, uma pintura sem título de 1991 ter sido vendida por 1.024.000 dólares na Phillips de Pury & Company. Em 2011, a sua escultura da lâmpada, Sem Título (1990), foi vendida por 1.329.250 libras (2.094.898 dólares) na Christie's, Londres.
Os seus auto-retratos têm vindo a alcançar os preços mais elevados da sua obra no mercado de arte. Em 2012, um seu auto-retrato, sem título foi vendido por 3,2 milhões de libras (5,1 milhões de dólares) numa liquidação da Christie's, Londres. Em 2014, o auto-retrato sem título de Kippenberger, de 1988, a reencenar uma fotografia de Picasso, de 81 anos, onde este se encotrava de roupa interior branca, arrecadou 18,6 milhões de dólares. No mesmo ano, Larry Gagosian comprou um auto-retrato de 1988, que também mostra o artista em roupa interior, por 22,5 milhões de dólares na Christie's, em Nova Iorque. É este, actualmente, o preço mais elevado alcançado por uma sua obra no mercado artístico.